# Sielsowiet Gródek Ostroszycki
Sielsowiet Gródek Ostroszycki (biał. Астрашыцка-Гарадоцкі сельсавет, ros. Острошицко-Городокский сельсовет) – sielsowiet na Białorusi, w obwodzie mińskim, w rejonie mińskim.

## Miejscowości
- agromiasteczko
  - Gródek Ostroszycki
- wsie
  - Akolica (Chalawszczyzna)
  - Biała Łuża
  - Brodek
  - Budzionnaha
  - Halica
  - Hubicze
  - Kluczniki
  - Krystynowo
  - Maczuliszcza
  - Marjawil
  - Nowosiółki
  - Robicze
  - Sieliszcza
  - Uzborze